# ウィリアムズ X-ジェット
ウィリアムズ X-ジェット
シアトル航空博物館に現存するプロトタイプ
- 用途：試作機
- 製造者：ウィリアムズ・インターナショナル
- 生産数：3
- 運用状況：退役

ウィリアムズ X-ジェット（Williams X-Jet）とはウィリアムズ・インターナショナル社によって1970年頃代から1980年まで開発された一人乗りの小型VTOLジェット機である。
ヘリコプターや無人機に勝る点が無く、試作機のみで量産はされなかった。

## 仕様
- 乗員: 1
- 全高: 4フィート (1.22 m)
- 面積: 4 ft2 (0.4 m2)
- 空虚重量: 401 lb (182 kg)
- 全備重量: 550 lb (250 kg)
- エンジン: 1 × ウィリアムズ F107, 600 lbf (2.7 kN)
- 最高速度: 60 mph (96 km/h)
- 飛行時間: 30-45分
- 実用上昇限度: 10,000 ft (3,049 m)
- 推力比: 1.11